# بونس إنليت
بونس إنليت (بالإنجليزية: Ponce Inlet)‏ هي مدينة أمريكية تقع في ولاية فلوريدا. تبلغ مساحة هذه المدينة 38 (كم²)،ويبلغ عدد سكانها 3032 نسمة حسب إحصاء سنة 2010 م 3032.تشير إحصاءات سنة 2000م بأن الكثافة السكانية في هذه المدينة تقدر بـ(auto) نسمة/كم2 